# Westelijke renmuis
De westelijke renmuis (Gerbillus occiduus)  is een zoogdier uit de familie van de Muridae. De wetenschappelijke naam van de soort werd voor het eerst geldig gepubliceerd door Lay in 1975.